# RED GARDEN
『RED GARDEN』（レッドガーデン）は、2006年10月より2007年3月までテレビ朝日ほかで放送された日本の連続テレビアニメ作品。また、それを原作にした漫画と小説。
本編は完結し、OVA版作品『デッドガールズ』が2007年8月8日に発売された。

## 概要

### 音声面での特徴
プレスコ方式（先に声優が録音をし、それに応じて動画をつくる）で製作された。このアニメで言うプレスコとは、具体的にはコンテ撮の一種だが、セリフの間なども完全に声優にゆだねている点がアフレコと決定的に異なる。収録はシーン毎に、各キャラクターのセリフがかぶった状態で録音される。そして収録後にセリフや呼吸音などのスポッティングを行い、その後に作画を行っていることが、DVD BOX Iの解説冊子やRGTVなどで明らかになっている。同冊子によると、セリフ合わせにかかる時間は1話あたり50時間以上にもなるそうで、これは通常のセリフ合わせにかかる時間を4時間とすると、12倍以上である。
初期の話では、劇中にセリフの延長として歌わせるという、アニメでは他に例の無い演出を行っているが、DVD-BOX Iのオーディオコメンタリーにおいて、松尾は当初この演出には反対していたとコメントしている。ケイトら少女たちが歌うDVDのCMは、この演出を監督みずから逆手に取ったものである。

### 映像面での特徴
登場するキャラクターが頻繁に個性・季節・TPOに合わせた着替えを行う。衣装のコーディネートは基本的にキャラクター原案者が行っている。
また、実際にニューヨークにロケハンを行い、現地の風景等をある程度忠実に再現している。背景のビル群や学園の建物などには、目立たないようCGを使用している。

## ストーリー
舞台はニューヨークのルーズベルト島。同じ学園に通うものの直接的な繋がりのないケイト、ローズ、レイチェル、クレアの4人の少女たち。ケイトは優しい両親と姉のエマに囲まれた温かい家庭に育ち、優等生として学園の生徒会兼風紀委員『グレース』に所属する大人しい少女。ローズは貧しい家庭に育ち、父の失踪後入院した母親に替わって幼い弟妹を面倒みる家庭的な少女。レイチェルは資産家の令嬢で不在がちの父親、アルコール依存症の母親から目を背け夜遊びに明け暮れるギャル。クレアは仕事人間の父親に反発して家を飛び出しバーガーショップのアルバイトで食いつなぐボーイッシュな苦労人。
そんな彼女たちは目が覚めたときから身に覚えの無い感覚を感じる。『昨夜の記憶が全くない』彼女たちはそれぞれ約束をすっぽかしたり、バイトを無断欠勤したりしていた。その前夜、彼女たちの共通の友人リーズが「自殺」を遂げていた。市警のベテラン刑事クロードは立て続けに発生中の少女連続自殺事件について自殺を疑い、自殺した少女たちの身辺を捜査していた。ケイトは学園前で不審な男女二人組を目撃していた。
リーズの死にそれぞれ悲しみに暮れる4人。黄昏時、4人は他の人々には見えない『蝶の群れ』に導かれ、人気の無い倉庫へと集まる。そこにレイチェルの目撃した二人組の男女ルーラとJCが現れる。ルーラは4人に『教育係』と名乗り「4人が既に死んでいること」、「深夜12時までに招集を示す蝶の群れが現れたら“怪物”と戦わなければならないこと」を告げる。そして、4人は理性を失い野獣の如く凶暴化した男と戦う羽目に陥る。戦う術を知らない4人は必死に逃げ惑うが、命の危機が訪れた際にレイチェルは人間業とは思えぬ跳躍力を発揮し、怪物を倒すのだった。
突然自分たちに訪れた悲劇に戸惑い、夜に怯える4人。そして蘇る喪われた夜の記憶。行方不明となったリーズを探すため4人はある屋敷に入り、バスタブに沈むリーズの遺体を目撃。その直後に謎の男達に襲撃されて命を落としたのだった。ルーラたちはその現場に乗り込みリーズを含む5人を仮の体に移し替えた。だが、リーズだけが移送中に襲撃に遭い奪い去られたのだった。リーズの謎を解く鍵。それはケイトとリーズが交わしていた『交換日記』にあった。その中でリーズはケイトに交際中の男性が居ると打ち明け暗号で書き記していた。だが、交換日記は無くなっていた。アニムスと呼ばれる女性達が戦いに駆り出される理由。そして、ドロルと呼ばれる一族の男たちが怪物に変貌する理由。それはそれぞれが互いにかけた「呪い」にあった。
自分たちがかりそめの生を与えられているに過ぎないことに4人は苦しみ悲壮感を抱きつつも生きるため戦う。ルーラはそんな4人に「絶望」と「希望」を見せる。「絶望」とは戦う気力を失った者たちの末路として別のグループの少女たちが怪物に倒され、土くれに返る有様だった。その中にレイチェルは友人マリーの姿を見る。「希望」とは秘密の場所に安置された4人の遺体だった。戦いの果てに4人は自分の肉体と生命、ひいては人生そのものを取り戻せる。だが、4人のうち一人でも招集を拒否すれば戦意喪失とみなされ処分される。やがて、生い立ちも性格も全く異なる4人は少しずつだが結束を強め、友情を深めていく。
ケイトたち4人の生活は様変わりしていく。ケイトはグレースの仕事や授業をサボりがちになり、グレースからそれぞれ目の敵にされるレイチェル、ローズ、クレアと親しく付き合いはじめる。ローズは親友サラとの会話も上の空。レイチェルは友人達の誘いに乗らず精神的にも不安定になり、ボーイフレンドのルークとの関係にも溝が生じる。クレアは招集のためにバイトの早退・欠勤が増え、遂には店主と喧嘩別れし家賃も払えなくなる。4人の変化は周囲を巻き込んでいくが、グレースのリーダーポーラはなぜかケイトを庇い励ます。それを依怙贔屓だと感じるジェシカはケイトの除名を画策するもポーラは拒否権を発動して阻止する。生活に困窮したクレアはやむを得ず兄のランディを頼って援助を受け、友達以上恋人未満の関係であるユアンの助言でバーガーショップのアルバイトに復帰。レイチェルはルークを想う一方、自分の身体的変化に悩み、ルークと距離を置く一方、妻帯者の文学教師ニックと親しくなる。締め切りを抱えた小説家の妻のため家に帰れないニックは不安な夜を過ごすレイチェルの良き話し相手となってくれていた。だが、二人の関係をルークは誤解する。ローズは入院中の母のもとに失踪した父から送金があることを知り、サラと共に父親探しを始める。
一方、ドロルの一族に生まれた心優しい青年エルヴェは幼い頃、目の前で母親が発症して怪物と化し、一族の手で撲殺されるのを目撃していた。エルヴェの実の妹アンナ、従兄妹のミレーユ。二人の少女は一族に残された最後の女性であり、二人が発症すれば一族は滅びるはずだった。だが、発症を抑える研究と措置はある出来事を契機に事実上停止する。日々、弱っていく二人の痛ましい姿と一族の心変わりにエルヴェの心は苛まれ、アニムスたちへの憎悪に支配されていく。ドロルの一族は新たな希望として奪取したアニムスの娘リーズの研究に夢中になっていた。リーズは記憶を消され、病院に軟禁されていた。リーズは我知らずエルヴェに心惹かれていくが、エルヴェはリーズの存在がアンナたちを追い込んでいると感じ疎ましく思う。次第に心を蝕まれるエルヴェは一族の一人エミリオがケイトの姉エマと交際し、結婚を考えている事実を知り、エミリオの親友として偶然を装いつつケイトに接近。ケイトは次第にエルヴェに心惹かれる。エルヴェはミレーユに訪れた悲劇に心を痛める一方、リーズの記憶が少しずつ戻り始めている事実を知る。エルヴェに呼び出されたケイトは「夜の戦い」を目撃したと打ち明けられ、自分がこの事実を知ることを口外しないことを約束させられる。
ケイトについて調べていたジェシカはケイトたち4人がなにか重大なことに巻き込まれており、ポーラや理事長がなにかを重大な事実を隠していると勘付く。一方、ランディは友人の裏切りに遭って事業に失敗し自殺未遂を図った。異変を知ったクレアは病院に駆けつけ父親と再会し、口論になる。レイチェルはカフェでニックと会話しているところをルークに見られ、二人の関係は破局する。ローズはようやく父ロバートを探し出すが、ロバートは借金苦に家族を巻き込むまいとして姿を消し、建設作業員として激務を続けていたのだった。
エルヴェはアニムスとの戦いに終止符を打とうと目論んでいた。クロード刑事のもとにリーズとケイトの交換日記を送りつけ、ケイトには監視を告げる電話をかける。リーズ殺害の現場となった自宅屋敷にヴィヴァレオ製薬の関連を伺わせる細工を施す。ルーラ、ルーシー、理事長はケイトに近付いていた男がドロル側の人間だと気づきケイトの護衛を強化する。
エルヴェに呼び出されたケイトは彼やエミリオがドロル側の人間だと知らされ動揺する。
こうして、希望を見出すために戦う少女たちと、運命に抗うため戦う男の戦いは様々な犠牲を払いつつ、絶望を増し、激しさを増していくのだった。

## キャラクター
以下、話数は特に説明が無い限りアニメ版の話数を指す。

### 5人のヒロイン
生前の共通点は、リーズと友達だったこと。彼女たちは5人とも一度死亡したが、ルーラ達から新しい身体を与えられたアニムスとして生き返った。リーズを除く4人の元の身体は、ルーラ達だけが知る秘密の場所（実は学園の地下）にある棺の中に安置されている。アニムスになれるのは死亡した女性のみであり、その体は常人と同じく病気に罹る事もあれば体調不良に陥る事もある。常人より体温が低く、また傷の治りが遥かに早い為、死亡さえしなければ重傷もすぐに回復する。ドロルに対抗できる超人的な能力を有するが、その発現には敵に襲われる、足元に猫がいるなど本人を焦らせる状況が必要。初めにレイチェルが偶然覚醒したが自在に使いこなせはせず、ケイトが覚醒してからはローズも訓練で覚醒し、最も身体能力の高いクレアは最後に覚醒した。漫画版でも語られるように覚醒者が近くにいれば他の者も連鎖的に覚醒する模様。定期的に力を発散しないと体調不良に陥るらしく、戦いはそうした不調を解消する側面も持つ。アニムスは常に激しい渇きに侵されるが、何故かレモンだけはその不調を癒すらしく、生のまま齧っても酸味や苦味を感じる事は無い。前述の通り高い能力や回復力を持つが、唯一「生きる事を諦めた」瞬間が彼女達の死を招く。諦めた者は灰に変わり、二度と蘇生される事は無い。この際、元の体は安置所から運び出され、表の世界で死体となって発見される。
ケイト・アシュレイ
声 - 富坂晶
イギリス系の少女。良家に生まれ育ち、成績優秀に順風満帆なエリートコースを進む。学園では、生え抜きの優秀者が所属するグレース（後述）に選抜された。
プレドラマCDやポーラの発言から、リーズとは特に親しかったとされ、交換日記を交わしていた。両親は仕事で不在がちであり、普段は姉のエマと二人で暮らしている。姉の事は「エマ」と名前で呼んだり「おねえちゃん」と呼んだりする。自分の「死」の影響で遅刻が増えてからは、家族を学校に呼ばれたり、校則を人に注意する方では無い事も相俟ってグレースとして不的確だと（本人の意思で本人不参加のまま）懲罰委員会にかけられた。「ミス・グレース」と呼ばれることがある。6話でレモンを囓ると体内に蓄積された力の暴走が抑えられることを発見し、仲間達に伝える。8話で個性的な味覚の持ち主だと発覚した。10話時点での腕立て伏せの自己記録は0回。真面目で冷めた性格をしていたが、戦闘中に覚醒した能力のコツを掴む為に努力し、それをローズにも教えるなど優しさも併せ持つ。自身の死を通じ、生きる事の喜びを知っていく事となる。
初心な性格ゆえに男性関係はゼロ。姉エマの恋人エミリオを通じて偶然という体裁で知り合ったエルヴェに、彼がドロルとは知らず利用され、後に正体を知ってしまい裏切られた事に失望した。死亡したと思われていたリーズを発見し彼女を取り戻そうとし、エルヴェに交渉を持ちかけるがドロルたちの襲撃に遭う。ヴィヴァレオ製薬に監禁され、失敗したリーズの代わりとしてドロルの血液を輸血されそうになるが、すんでのところでエミリオによって救われた。その際にエルヴェと共に自分達姉妹を裏切った彼を罵倒するも、命懸けで自身を救い出してくれたエミリオを拒絶する事はできなかった。
当初は嫉妬からケイトを調べ回っていたジェシカがやがてケイトたちの秘密に勘付いて心配から打ち明けて欲しいと願い出た際には、なにも心配することはないと笑顔で応える。また、終盤、ポーラがアニムスの件も含めた全ての事情に精通し、社会的に追い詰められるケイトを学園内で庇い続けていたことに加え、自身への同性愛の告白を受けるがそれを素直に受け入れた。最後の日、日中はジェシカとグレースの仕事をこなし、夜はポーラと過ごした。
「呪いを解いた瞬間、それまでの記憶を失い永遠に生き続ける」というアニムスの真実を知るも、「それでも生きたい」と真実を受け入れる。ドロルとアニムスの最終決戦ではエルヴェと対峙。アンナを胸に抱いて正気を失い、アニムスを臭くて汚らわしい死体と罵倒するエルヴェと激闘を繰り広げる。仲間たちの助けで窮地を乗り切り、妄執の虜として暴れ回り、ルーラ、理事長、ルーシーをその手に掛けたエルヴェが発症したアンナに襲われ、やむなくその手にかけた後に力尽きる様をリーズらと共に見届けた。最後はリーズの灰から咲いた花で埋め尽くされたレッドガーデンの上で泣き続けた。
後期OPアニメの学生証によれば、スペルは「Kate Ashley」、番号は「8363h-26585-9546b」。
漫画版
アニムスを「絶望の伝染」だと考えており、自分のせいでポーラがアニムスとなってしまった事を悔やんでいる時期もあった。また、エルヴェに裏切られた事で一度は生きる事を諦めそうになるも、仲間達の呼びかけで踏み止まる事ができた。最終的に体を取り戻す事は叶わず、リーズと共に崩壊したルーズベルト島でアニムスとして生き続けている。
ローズ・シーディー
声 - 辻あゆみ
内気で天然だが、料理上手で面倒見の良い少女。父親は事業に失敗し失踪、母親は病に倒れ入院。 そのため毎朝弟妹の世話に追われ遅刻が多く、ジェシカらグレースに目をつけられている。 姉として弟妹たちに辛い思いをさせまいと頑張る。戦いが苦手で自分の存在理由を家族に求める傾向がある。4話時点で男の人と付き合ったことも外国や西海岸に行ったことも無い。8話時点では腹筋運動が5回しか出来ないらしい。努力家で一生懸命勉強して学費の減免を受けており、新しい体の能力も努力の末に開花させ、16話では行方知れずだった父を親友のサラと共に探し出した。戦えない言い訳を重ねていたが本当はそんな自分をもどかしく思っており、臆病な性格を改善したいと願っていた。戦いを通じてそんな性格は改善されて行き、最後には立派にドロル達と戦えるようになっている。ブラックコーヒーが好き。
人生が好転し始めた矢先にアニムスの真実を知ってしまい、その際はレイチェルに対し半ば八つ当たりに近い感情をぶつけた。
1話でジェシカの記入した警告チケットによれば、スペルは「Rose Sheedy」。
漫画版
最終的に人間としての体を取り戻し、沢山の孫に囲まれた優しい老婆となっている。
レイチェル・ベニング
声 - 新谷良子
容貌やスタイルに恵まれた華やかな少女。弁護士の父親とモデルの母親を持ち、一見幸せそうな家庭だが、父には愛人がいるなど隠し事が多く、母親がアルコール依存であったり、その家庭内に問題を抱える。大勢の遊び友達と夜な夜な出歩く日が多い。リーズとは一緒に映画を見に行ったことがある。自分の「死」に伴う日常の激変に耐えられず、一度戦いからの逃避を試みた事もある。戦闘ではしばしば肩を噛まれる。最初の戦闘で能力の片鱗を見せるなどしたが、それ以降はケイトが覚醒するまで発揮できていない。ケイトを「ミス・グレース」と呼ぶなどグレースには反発を感じている。ルークと付き合っていたが「死」の事実を隠し続けるため未練を残しつつも別れた。 ルークとの喧嘩に際して校内で泣き崩れていたところを居合わせたニックの配慮で部屋を使わせて貰ったことがきっかけで親しくなり、余計な事情を詮索せず愛妻家であるニックのすすめで読書をするようになる。また、妻の仕事の邪魔にならないようにと夜も帰宅しないニックとコーヒーショップでおしゃべりをして不安な夜を過ごすようになり精神的な安定を取り戻す。コーヒー嫌いの甘党だが、ニックの影響で苦手なコーヒーを口にするようになる。だが、ニックと不倫しているという事実無根の思い込みに加え、コーヒーショップで楽しそうに会話する姿をルークら遊び仲間達に目撃されてしまい誤解されてしまう。ルークはレイチェルが何かを隠していると思い聞き出そうとするがレイチェルの「誰であっても本当のことは言えない」という言葉を聞き、ルークは別れを切り出す。最後の戦いを前にサムからも告白されるが「自分がもうすぐいなくなる事」を理由で袖にしている。
ルークや友達とのいざこざも相まって、アニムスが記憶を失う事に対してはすんなりと受け入れていた。
公式ガイドブックによれば、スペルは「Rachel Benning」。
漫画版
最終的に人間としての体を取り戻し、50年経った今でもスキャンダルに事欠かない破天荒なスターとして活躍している。
クレア・フォレスト
声 - 沢城みゆき
ヒスパニック系の血が入っている設定で、 いつも強がり、世間を斜に見るクールな少女 。母親と死別し、母の死にも立ち会わなかった仕事だけが生きがいの父親を「家族を一顧だにしない冷血漢」だと誤解して反発。ダウンタウンの安アパートで一人暮らしをしている。そのため生活は苦しく、8話で電話やガスを止められたりしており、自分の「死」の影響でアルバイトもままならない。学園内では粗野な行動や発言でやや浮いており、単独行動かユアンといることが多い。ユアンを「彼氏」とまでは見ていない。後に客観的に二人の関係をケイトたち他の3人に指摘されて意識するようになる。生き残りの能力に秀でており、戦闘時に他の三人を庇ったり、バットや電話機等の武器を用意したり、自分達の「死」の真相を調べたりと積極的な行動をとる。日頃は強気な態度を取るが、精神面には脆さが隠されている。テレビは持っておらず、オンボロの自家用車を乗り回し、クラシック音楽が趣味。外猫を飼っている。細身の体型で、小柄なローズよりも体重が軽い。
兄の事業の失敗と自殺未遂、そしてそれによって明らかになった父の本当の想いを知り、わだかまりを解く事となる。クリスマスにハンバーガー屋を正式に辞め、ユアンとデートの後キスをして戦いに赴いた。
公式ガイドブックによれば、スペルは「Claire Forrest」。
漫画版
最終的に人間としての体を取り戻して世界中を巡り、気まぐれで出した手紙でインドまで駆け付けたユアンとその場で結婚した事が語られている。
リーズ・ハリエット・メイヤー
声 - 福圓美里
心優しく流されやすい、儚い少女。本来あまり接点の無かった、ケイト・ローズ・レイチェル・クレアの4人を繋ぐ、唯一の少女。寒がりで猫舌。既に死体が発見されて「自殺」と判断され、葬儀が行われた学園の生徒。アニムスとなった彼女の身体はドロルの一族（後述）に強奪され、ベンダー達の技術によって蘇生した。蘇生後の彼女は記憶を失っているはずなのだが、エルヴェへの好意は残っていた。
実は生前、エルヴェと偶然知り合って恋人同士の関係にあった。その秘密をケイトにだけ打ち明け、エルヴェについては暗号として交換日記に記す。アニムスをおびき寄せるためのエサとして殺害され、エルヴェの屋敷に安置されていたがそのことが失踪した彼女を心配して探していたケイトたち4人を巻き込むことになる。この時にケイトは交換日記を所持しておりエルヴェに持ち去られた。
エルヴェとの会話を通じ、薬で抑圧されながらも記憶を取り戻しつつあったが、実験の結果、ドロルの体液を注入されたが拒絶反応が出てしまい返り血を浴びると一時的に発症するようになる。彼女が使い物にならないと判断されたことがケイトが実験体として狙われる。ドロルを戦いへと駆り立てるエルヴェの謀略により過剰投薬によって記憶を抑圧され、エルヴェとエミリオに拉致される。リーズとエルヴェが最初に出会った浜辺に放置され、エルヴェを追うように心神喪失状態で海に入ろうとしたところをクロードに発見され保護されかけるが、彼女を追ってきたラウルたちにクロードが殺害され、返り血を浴びたことで一時的に発症。拘束後、移送中にドロルたちを殺害して交通事故を起こす。その姿をケイト、ニールに目撃されるがニールもまた殺害され、ラウルに捕まりヴィヴァレオ製薬に移送された。ただし、純粋なドロルと異なり、時間が経つと元に戻る上アニムスや一般人に襲い掛かる事も無い。
ケイト救出作戦の最中、ヴィヴァレオ製薬から単身脱出。その後は術衣のまま生前の記憶に従って街を彷徨い、ドロルとアニムスの血みどろの最終決戦の最中、学園の教室にてケイト達と再会する。エルヴェへの想いを譫言のように繰り返し、彼の死に立ち会った。呪いが解けた後、その体は眠るように土へと還りルーズベルト島一面に咲く赤い花となった。
墓碑銘（3話）によれば、スペルは「Lise Harriette Meyer」。学生証（13話）によれば、番号は「6912h-84511-7548b」。
漫画版
他の4人より1年以上早くアニムス化していたとされ、その素質は凄まじいものであったという。ヴィヴァレオ製薬に囚われドロルにされてしまう事は原作と同じだが、その後の戦いで命を落とす事は無く、50年後もアニムスの体のままケイトと共に生き続けている。

### 教育係達
教育係は学園関係者を除けばルーラ以外に3人居る事が確認されており、JC以外全員がアニムスである。表向きは葬儀社として活動。リーズの葬儀も彼らが取り仕切った。
ルーラ
声 - 田中理恵
ケイト、ローズ、レイチェル、クレアに死の宣告をし、アニムスとしての仮の命と、獣人たちと戦う使命を与えた女性。大きな唇が特徴的な風貌を持ち、視聴者からはクチビルと呼ばれがちである。表の顔は葬儀屋。普段は教育係として冷徹に振舞っているが、近しい者であるJCに対しては別の一面を見せていた。アニムスとしての能力はずば抜けており、エルヴェと相討ちするほど。
JCの死後、最愛の弟を喪った哀しみに気落ちして取り乱す。アニムスの重要な秘密を彼女がケイトたちに明かさなかったのは彼女自身がアニムスとなってから割合に日が浅く、自らを心配して危険を冒して活動に従事していたJCに希望を持たせるためでもあり、自らも受け入れがたい事実だったことによる。ルーラとJCはキャンピングカーで生活している描写がある。
アニムスたちの本部である学園と距離を置くため葬儀社として活動している。ルーラやJCが理事長室に出入りしていることがジェシカの疑惑を深める契機となった。やり手の上司として葬儀社社員に身をやつす男性協力者たちからも慕われている。
最終決戦ではエルヴェに苦戦するケイトたちに加勢し、エルヴェとの激闘の末に互いに致命傷を負う。ケイトたちに見守られ土くれとなって消えた。
漫画版
JCではなく彼女がギルバートと共にエルヴェに引き裂かれ殺される。
JC
声 - 近藤隆
ルーラと行動を共にしている。朝食にはシリアルを食べる。JCとはJeremy Charlesの頭文字。16話でルーラを庇いエルヴェの手にかかって死亡。それまでルーラとの関係は描かれていなかったが、ルーラに看取られる時に彼女とは姉弟の関係であったと判明。また、アニムスに加担しているものの彼自身は生身の人間であった事も明かされる。4人の少女の中ではクレアが好みらしい。21話で墓碑銘より「Jeremy Charles Forhla」とまでは見えるが全ては見えずフルネームは分からない。
漫画版
一命を取り留めルーラを看取っている。その後の消息は不明。

### エルヴェと、その一族
エルヴェの一族はルーラ達からはドロルと呼ばれている。彼らの先祖がルーラ達アニムスから呪いの書を一冊奪った際にかけられた獣化の呪いの影響で、一族の人間は個人差こそあれ、早死にと発症（呪いの発現）の恐怖から逃れられない。呪いの影響で死んだドロルは、心停止直後に自我を失った形で蘇り、荒れ狂う獣のように周囲の人間を無差別に襲うようになる。獣化後は銃弾を跳ね返しつつ高速で動き回る為打撃を加えて撲殺する以外に有効な対抗手段が無い。一族の女性は発症が早く、エルヴェの母親のような例外こそあるものの、ほとんどが10代の内に死に絶え、7話時点ではアンナとミレーユ、21話時点ではアンナだけが残っている。
エルヴェ・ジラルド
声 - 子安武人、関根直也（幼少期）
リーズの失踪・自殺事件の鍵を握る重要人物。根は心優しいが残忍な性格をも併せ持つ複雑な人物。幼少期に最愛の母親が彼の目の前で発症する。その母親を案じていたが彼女の豹変ぶりとラウルたち一族による撲殺を目の当たりにする。以後は一族にかけられた呪いの根源であるアニムスを殲滅することにこだわり、滅びの運命に全力で抗おうとする。ミレーユとアンナの身を心から案じており、自由に外を出歩くことさえ許されず、自らの運命さえ知らず、ささやかな喜びに希望を見出そうとしている彼女たちを見守る。
アンナ達の治療よりリーズにかまけているベンダーに強い不満を持っている。ケイト達アニムスに対し強い憎しみと侮蔑の念を抱いており、目的のためならばアニムスと親しい関係を築く事も厭わない。エミリオがケイトの姉と恋人だと知るとケイトに接近し恋に不慣れな彼女を翻弄し情報を探ろうとする。

リーズの事件を追うクロードたちに事件の重要資料であるリーズの交換日記を送りつけ、更には自宅屋敷が彼女の殺害現場であり、事件にヴィヴァレオ製薬が関連していることを示唆するため薬をバラ撒く工作を施した後、深夜にケイトを呼び出して彼女をエサに理事長らアニムスの幹部たちをおびき寄せることに成功。アニムスの本部であり「呪いの書」の保管場所が学園だと看破する。
この情報をもって学園の制圧とアニムス殲滅をラウルに進言するも容れられず、一族を危険に晒したとして監禁される。監禁後、社会的地位を喪い、将来への希望を失ったエミリオの協力で脱出する。
記憶を取り戻しつつあるリーズを疎んじていたが、彼女も巻き込まれただけの犠牲者であり元はただの少女で、偶然自分と知り合わなければこんなことにならなかったと後悔。ベンダーへの当てつけとしてエミリオの協力でリーズを拉致。最初に出会った浜辺に連れて行きリーズに一方的な別れを告げた。
その後、リーズ解放の取引を持ちかけてきたケイトがドロルの襲撃に遭ってヴィヴァレオ製薬内に囚われたと知り、エミリオと共に奪還に乗り込む。その際にラウルから正式に除名処分を言い渡される。だが、ラウルがリーズの人体実験での失敗を隠し、なおも一族に希望があるかのように欺いている事実をぶつけ、一瞬の隙をついてラウルを殺害。ドロルの新たな指導者の座につく。その上でアニムス側に最終決戦を通告した。
自らの意に賛同して集結した一族と共に、学園襲撃を図り外部と繋がる橋を爆破。「呪いの書」と発症寸前のアンナを胸に自ら出撃。徐々に正気を喪いつつ、アニムスたちを斃していく。彼の前に立ち塞がったケイトと激闘を繰り広げるが、ルーラの奇襲で致命傷を負わされ、手負いの状態で理事長とルーシーを斃して学園内に侵入。だが、発症したアンナに噛まれ、涙ながらに彼女を抱き締めて殺した後に息絶える。
ドロルとしての能力は非常に高く、発症前の状態ながら複数のアニムスを相手に翻弄したり、機銃の掃射すら容易に躱す（漫画版）。
カードキー（17話）によれば、スペルは「HERVÉ GIRARDOT」。
漫画版
ケイトに対して捨てきれない想いがあったようで、ケイトがプレゼントしたネックレスを持ち続けていた。ケイトを庇ったアンナをナイフで刺し貫いてしまい、その後は涙を流しながら彼女と共に去って行った。
アンナ
声 - 升望
エルヴェの妹。ヴィヴァレオ製薬内の施設で治療を受けている。漫画版では日記からケイトの事を知り、懐いていた。アニメでも漫画でも最終的に発症するが、いまわの際に自分を取り戻した。
ミレーユ
声 - 山口立花子
エルヴェとは従兄妹。12歳。ヴィヴァレオ製薬の施設で治療を受けている。アンナより病状が重かった。15話で死亡。彼女たちの願いは退院して遊園地に行き、ホットドッグを食べるというささやかな物だった。
ラウル
声 - 亀山助清
エルヴェやアンナからは「おじさま」と呼ばれている。一族の中でもっとも権力があると思われる人物。蘇生したリーズの身体に一族の未来を賭けている。慎重派でありアニムスとの決戦よりも一族の社会的地位を保つことに腐心しやがてエルヴェと対立する。紳士然と振る舞うが一族以外の人間の命など一顧だにしておらず、クロード殺害の場面ではその冷酷さを発揮する。エルヴェを除名処分しアンナを個室に監禁することを命令したが、それに激怒したエルヴェによって殺害される。
アニメではヴィヴァレオ製薬での役職が明確に描写されていないが小説中では同社のCEOであり、フルネームがラウル・ヴィヴァレオとの記述がある。
ベンダー医師
声 - 杉崎亮
ヴィヴァレオ製薬にて、エルヴェ達一族の絶滅を防ぐ為の研究やアンナ達の治療を行っている。当初はアンナ達の延命治療に全力を投じている風を装っており、エルヴェの信頼も得ていたが、ラウルの命令でリーズの研究を優先。やがてエルヴェにもそれを隠そうとはしなくなる。ケイト奪還のため乗り込んできたエミリオに斃された風を装い、彼が手心を加えていたことからエミリオを背後から奇襲して殺害した。手術を邪魔される事を嫌っている。エルヴェのラウル殺害に動揺した隙を突かれ、返り血を浴びて一時的に獣化したリーズに噛み殺される。スペルは7話によると「Bender」。
エミリオ
声 - 羽多野渉
エマの職場の同僚で恋人。エマから好意を打ち明けられ彼女と交際するようになる。将来を誓い合い、エマから義妹としてケイトを紹介された。人柄は誠実で心優しくシャイ。ケイトと知り合った際には事情を知らず幸せ一杯だった。
だが、突如再会したエルヴェからケイトがアニムスである事実を伝えられる。エマ、ケイトとの会食の席に偶然を装って現れたエルヴェを昔からの友人として紹介し、エルヴェの指示でケイトを彼のガールフレンドとなるよう仕向ける。

エルヴェがアニムスたちに正体を晒した為、職場を退職しエマに別れを告げることもなく彼女の前から姿を消す。ケイトからははじめからエルヴェとグルになって姉妹に接近してハメたと誤解される。自身を失意のどん底に追いやったエルヴェに複雑な想いを抱いていたが、希望を失った彼の監禁を解き、リーズ拉致に協力。発症してアニムスに斃された友人・ダニエルの家をねぐらとしてかつての仲間たちから身を隠す。その後、ケイトがヴィヴァレオ製薬に囚われたと知り、危険を冒して救出に向かう。手術寸前のケイトを救出するが彼女から騙していたことを罵倒される。ケイトにエマへの変わらぬ想いを伝え、かつての仲間たちを敵に回してリーズ奪還の手助けをするがケイトの目前で元の仲間に背中を刺され動けなくなったところでベンダーの逆襲を受けて死亡した。
エルヴェ同様、人間離れした身体能力を持っている。
ギルバート
通称ギル。漫画版オリジナルキャラクター。アニムスを憎む、ワイルドで容赦のないエルヴェの仲間だったが、エルヴェに止めを刺された。

### グレースのメンバー
グレースとは、学園内に存在する生徒会。基本的に服装自由と思われる学園内にあって、揃いの制服を着用し、理事長の命を受け、風紀の取り締まりや生徒の葬儀への出席などを行っている。グレースのメンバーは成績優秀などの条件を満たした者から選抜される。それ故生徒や保護者、他校生からも一目置かれ、一部生徒からは反感を買っている。大学への推薦が受けられる等の利点もある。ケイトも選抜されて最近グレースの一員となった。
ポーラ・シンクレア
声 - 小林恵美
グレースを束ねる委員長。ケイトに対しては甘く、彼女を庇う為に懲罰委員会では拒否権を発動した。理事長の事を「おばさま」と呼ぶ場合がある。実はアニムス側の内情を知っている者の一人。19話で、ケイトに真意と愛を告白した。前期EDアニメではエアギター。
漫画版
戦場に迷い込んでしまい殺害され、アニムス化する。アニムス化した後エルヴェ達に襲撃されたケイトをかばい死亡した。短期間ながら戦闘力は高かったらしく、ルーラにも評価されている。
ジェシカ
声 - 後藤沙緒里
グレースでの活動に熱心であり、規律違反に厳しくケイトと対立する。ケイトとは同学年。ケイト達4人について調べている内に、ルーラ達の存在や4人の行動の類似性に気付き、16話ではケイトを親身に心配するようになる。（友達を作りたくても）友達が作れない。前期EDアニメではエアギター。
ケリー
声 - 井上奈苗
金髪で二つ編みの姿をしている。グレースの一員として、ジェシカ達と共に行動する事が多い。ケイトを庇うポーラに不満を持つ。懲罰委員会で拒否権を発動したポーラを非難していた。
グレースA
声 - 寿美菜子
ベリーショート姿で名前の無いグレースの一員。8話でジェシカ・ケリー・彼女の3人でケイトの話をしながら歩いていたところをローズに呼び止められる。

### 友人・知人達
ルーク
声 - 増田裕生
レイチェルの彼氏。入学当初から目立つ存在だったレイチェルと惹かれ合いやがて交際するようになる。その後はレイチェル他仲間たちと共に夜遊びに明け暮れる。だが、アニムスとなったレイチェルが精神的に不安定になり、自分と一緒にいることや触られることを拒むようになる。彼女の変化に戸惑っていたが、やがてレイチェルが夜遊びをやめ読書をするようになるなど変化し、文学教師のニックと不倫しているという考えを持ち始める。そんな考えを打ち消すためにレイチェルを博物館デートに誘うなど趣向を変えてアプローチするが、いい雰囲気になりかけたときに招集を受けたレイチェルが突然涙ながらに帰ると言い出したことで失意する。それをアマンダらと共に癒やしていたところにレイチェルからの電話が入って誤解される。アマンダから告白され、レイチェルとの復縁には時間が必要だと考えていた矢先にコーヒーショップで楽しそうにニックと過ごすレイチェルを目撃。彼女の裏切りを責める。図書館でレイチェルと口論の末に破局した。だが、教室でレモンを食べていたレイチェルの姿を見つけ昔話に花を咲かせ、改めて復縁を切り出したものの、最終決戦に向かう決意を固めていたレイチェルに別れを告げられる。その後はかねてから自分を想い続けていたアマンダと結ばれた。
前期EDアニメではベース。
ヴァネッサ
声 - 松本桜
レイチェルの遊び友達。左右に分けたふわふわの髪が特徴。
スーザン
声 - 南央美
レイチェルの遊び友達。ピンクの髪と垂れ目が特徴。
アマンダ
声 - 木村はるか
学園に入った頃からのレイチェルの遊び友達だったが後に恋敵になる。人一倍レイチェルに憧れる一方で彼女の恋人であるルークを慕い続けていた。ルークと距離を取ろうとするレイチェルとは反目し合ったり和解したりと微妙な関係を繰り返していたが、最後には彼女を殴打する事で決別した。だが、最終決戦前夜、ゴージャスな姿でパーティに現れたレイチェルからネイルを見せつけられたりお洒落を自慢されたりして戸惑う。その真意を図りかねるが昔の姿に戻ったレイチェルからルークとの関係を後押しされたような形となってレイチェルが立ち去るのを見送った。
サム
声 - 白鳥修馬
レイチェルの遊び友達。彼氏持ちのレイチェルに気が有り、相手にされていないとわかっていながらもまとわりつく。グループ内ではいじられキャラ。最終決戦の前夜、ゴージャスな姿でパーティに現れたレイチェルに仲間達が唖然とする中、席を離れたレイチェルを外まで追う。そこでレイチェルに告白するが、「みんなの前から居なくなる」と告げられフラれた。格好いい彼女に憧れを抱いていたと打ち明けたことで、レイチェルから「（自分は）人知れず敵と戦うヒーロー」だと冗談めかして告げられる。結局、数多い友人達の中で唯一人レイチェルから真相に近い事実を打ち明けられる栄誉を受けることになった。
前期EDアニメではギター。
マリー・ワイズ
声 - 土谷麻貴
レイチェルの知人。恋人がいるような描写がされる。ケイト達とは別グループのアニムスで戦う気力を失っている。3話でドロルとの戦いに敗れ灰になる。
レイチェルは彼女の通っている高校（東高）とファーストネームはすぐに思い出したが、ファミリーネームを思い出すには少し時間がかかった。
4話でマリー達の死体が発見されたニュースが流れる。それによるとマリーのスペルは「MARIE WISE」、享年17。
ユアン
声 - 飯田利信
クレアとは気の合う仲間として行動を共にすることが多いが、友達以上恋人未満という一線をなかなか越えられずにもどかしい日々を送る。クレアの勤めているバーガーショップのチーズバーガーが好物。アニムスの招集によりバーガーショップのバイト代が激減し、店長と喧嘩の果てにクビになり生活に困窮したクレアが新たな職探しにも失敗し、失意に居るのをみかねて兄貴に相談しろと背中を押す。また、バーガーショップに再雇用してもらえるよう助言した。職探しに忙しいクレアに気分転換のためデートに誘おうとするのだが、それどころではないクレアから拒否され喧嘩してしまい、クレアを避けるようになる。その後ケイトたちに後押しされたクレアと和解。
最終決戦を前にバーガーショップでの最後の仕事を終えたクレアと共に店長の好意で貰ったチップでクリスマスを楽しむ。だが、食べ過ぎで折角の二人きりの夜を寝過ごしてしまい、朝になってクレアに告白しようとしたところ彼女の方からキスされた。それが別れの挨拶だとは分からず、またねと別れる。
前期EDアニメではボーカル。
サラ
声 - 藤田瑞希
ローズの親友。地味でソバカスが目立つ容姿で学園内でも目立たない存在。ローズのことを案じているがアニムスになり、ケイトたちと親しくなったローズとは距離が生じ、話していても上の空といった状態になってしまう。ローズの話によると校内の掲示板をあまり見ない。入院中のローズの母親のもとにローズの父親から送金があることが判明してからはローズに父探しを提案。二人で危険なダウンタウンを訪ね歩く。遂にローズの父、ロバートを発見した際は二人を邪魔しないよう配慮。父のために弁当を作って届けるローズのために留守番をしていた際にケイトとクレアが訪問し、二人にローズの秘密を伝えた。

### 学園の教員・関係者
理事長
声 - 斉藤昌
学園の理事長。ポーラらグレースのメンバーに対して直接指示を出す事もある。生徒への警察の取調べの際には必ず立ち会う。実はアニムスの一員でありルーラより立場が上らしい。戦闘力はアニムス中最強レベルを誇り、老体ながら徒手格闘でエルヴェを圧倒する。ドロルとの最終決戦で限界まで戦い抜くもケイト等4人の前で灰となった。
漫画版
エリザベスという名前があり、四百年以上も生き続けている。「主の代理人」「アニムスの監視者」と呼ばれ、車椅子から立ち上がることはない。主に念動力のようなもので攻撃しドロルを一方的に倒していたが、エルヴェに隙を突かれ一瞬で殺害される。
ルーシー
声 - 石毛佐和
ケイトのクラスを担当する教師。眼鏡を着用している。ケイトが警察の最初の取調べに合う際に立ち会っていた。実はアニムスの中では理事長・ルーラ・JCより立場が上であり、若いの姿のまま何百年も生き続けてきたらしい。ドラマCD「Red Garden 岩Mix」では、彼女がアニムス化した時の年齢について、真実が明らかにされている。
最終決戦では理事長と共に学園入り口前でドロル達と激闘を繰り広げる。エルヴェの強襲により理事長に続いて斃された。
ニック
声 - 小野大輔
文学の教師。顎髭と眼鏡が特徴の柔和な男性。地味で冴えない印象。ローズのクラスを担当する。夜な夜なふらふら出歩いているが妻帯者で趣味は本の収集。実は妻が小説家で締め切りを抱えた妻の仕事を邪魔しないため、わざと夜遅くなるまで帰らない。ルークと喧嘩して階段脇で泣いていたレイチェルに部屋を貸したのがきっかけで親しくなる。招集に怯えながらコーヒーショップで時間を潰すレイチェルと再会してからは彼女に読書をすすめる。大のコーヒー好きで、エスプレッソが好物。レイチェルの抱えた事情を詮索せず、時間つぶしに付き合うようになる。その姿を目撃されて不倫と誤解される。
前期EDアニメではドラムス。
コー先生
声 - 松尾衡
歴史の教師。7話において監督が自ら声を担当している。コー先生のセリフは実はアフレコであることがDVD BOX IIのオーディオコメンタリーやプレスコ体感映像で明らかになった。
メアリー
声 - 山口立花子
自由を奪われ生き続ける呪いを掛けられているアニムスの主達9人のうちの一人。 瞳から光沢が消えた虚ろ目で口を動かさずに話し、さながら人形のような姿と成り果てている。ドロルによって呪いの書を奪われて以後数百年もの間生き続けており、現在は学園の地下室で戦いの行く末を見守っている。呪いの書の奪還とそれにより起こる自分達の死を渇望しており、ケイトたちに希望を託す。20話より登場。
エルヴェの所持していた「呪いの書」を入手したケイトが彼女の膝に置かれた「呪いの書」に重ね合わせたことで生じた光に包まれ、ケイトに別れと謝意を伝える。
漫画版
主の役割をエリザベスが務める為、彼女達は単に「アニムスの成れの果て」と紹介されるのみでルーズベルト島の崩壊後どうなったのかも描写されていない。

### 警察関係者
リーズ達少女の連続的な不審死に疑問を持ち、10話でリーズが自殺と断定され捜査が打ち切られた後も、クロード達は他の公務の合間に捜査を続行していた。16話でエルヴェとアニムス達が激闘を繰り広げた建設現場にも出向き、そこでルーラの折れたヒールを発見している。
クロード
声 - 辻親八
殺人課に所属する初老の刑事。妻が出て行ったことは警察内でも噂になっている。
当初から少女達による連続自殺事件について自殺の線を疑い、丹念に捜査を続ける。リーズについての捜査で知り合ったケイトが秘密を隠していることに勘付く。やがて連続少女自殺事件の被害者の遺体と生前の最後の写真との間に甚だしい矛盾（遺体よりも最後の写真の方が明らかに時間が経過しており、髪が伸びているなど異なっている）を疑う。やがてリーズの事件について重要な証拠となる交換日記がエルヴェから送られてきたことにより、ケイトから新たな証言を引き出し、エルヴェの屋敷を訪ねて事件の真相に迫る。そして仮説ながら自殺した少女たちが幽霊として生前と変わらぬ生活を一定期間送った後に遺体として発見されているという真相に辿り着く。それを正に証明するリーズがエルヴェたちに運ばれるのを張り込み中に偶然目撃。電話でニールに伝えた後に後を追う。心神喪失状態のリーズが冬の海に入ろうとするのを止めようとするところをラウルたちに発見され、額を打ち抜かれて即死した。
18話ではリーズを見付けた所でラウル等に殺されたが、アニメ本編中では海に沈んだ遺体が発見されておらず行方不明扱いとなっている。小説ではフルネームがクロード・シュタイナーとなっている。
ニール・カスダン
声 - 上田陽司
クロードの部下で相棒。このアニメでは珍しい黒人。クロードの捜査に疑問を抱きつつも協力する。喫煙者。
クロードの辿り着いた仮説を支持するも、別件で出動中にクロードから連絡が入り、彼の単独捜査を危惧して現場を放棄する。クロードに指示された場所ではラウル達がリーズを回収する現場で身を隠す。リーズを乗せたバンを追跡中にケイトに連絡し、ヴィヴァリオ製薬との関係を伝える。ブルックリンブリッジで突如、バンが交通事故を起こしたことで慌ててバンに近付き、男たちの遺体を目撃。現場の封鎖を行おうとしていた際にリーズを発見し、名前を呼んで近付こうとしたところラウルの部下に射殺された。
スペルは「Neill Kasdan」、19話のニュースで判明する。
アラン検視補
声 - 中博史
リーズ達少女の変死体の検視を担当した。漫画とアニメでは顔が全然違う。

### その他
エマ
声 - 永田亮子
ケイトの姉。ケイトより眠りが深い。11話で最初に妹のケイトに恋人のエミリオを紹介し感想を聞いた後で両親に紹介した。
ケイトの父
声 - 上田陽司
仕事で不在がちなケイト姉妹の父。話し好き。エマ曰く「男の人には相当厳しい」。
ケイトの母
声 - 寺田はるひ
仕事で不在がちなケイト姉妹の母。
ポール
声 - 本城雄太郎
ローズの弟。しばしば冷めた発言をする。レストランに行った事が無い。ハンバーグの上の目玉焼きは固めが好み、バジルは苦手。
キャリー
声 - 諸星すみれ
ローズの妹。父から貰った人形のウェンディの大きい方を抱いて寝ている（小さい方はローズが自身のバッグに付けている）。ハンバーグの上の目玉焼きは柔らかめが好み、バジルは苦手。
ローズの母
声 - 豊島まさみ
昔の病気が再発して倒れ入院中。12話時点で「ここ数ヶ月」は彼女の元に失踪した夫（ローズの父・ロバート）から入金がある。クリスマスの日に一時退院して自宅に戻ってきている。ローズ一家は一目で分かるほど顔が母親そっくり。
ロバート
声 - 樫井笙人
事業に失敗し借金を作り失踪したローズの父。職を転々としながら借金を返そうとしている。借金が残っているためローズ達の元へは帰れないと考えている。失踪の後に彼の妻が倒れたため、ローズに聞くまでその事を知らなかった。クリスマスの次の日の朝にプレゼントを持ってローズの家の前に立っていた。バジルが好み。
レイチェルの母
声 - 五十嵐麗
公式サイトによると職業はモデル。常に家に居るがキッチンドランカーでレイチェルとはほとんど接触を持たない。編み物が趣味。
ランディ
声 - 江川央生
クレアの兄。母と同じく金髪。ユアンが言うにはアップタウンに住んでいる。9話の初登場時には動力付きキックボードに乗って現れる。その際に父親から借金をして新事業を興そうとしていたが、15話にて友人から裏切られ事業に失敗、自殺未遂を起して入院する。
クレアの父
声 - 黒田崇矢
多忙な仕事人間。クレアの母が死んだ時に仕事にかかり切りになっていた事でクレアからは嫌われていたが、実はランディ達を陰ながら支援していた。クレアとのわだかまりが解けた後、彼はクレアに自分のマフラーを巻いてあげた。
ロベール
声 - 増岡太郎
リーズの父。リーズの母・シャーロットと共に娘がケイトと交わしていた交換日記を探している。9話でケイトに聞かれて娘の葬儀を行った（ルーラとJCが所属する）会社のことを教えている。11話でケイトに交換日記はまだ見つからない、もしかすると娘が無くしてしまったのかもしれないと話す（その時、交換日記はエルヴェの手の中にある）。
バーガー店主
声 - 塩屋浩三
回によっては「バーガー屋親父」表記。遅刻・早退・無断欠勤の多いクレアを辛抱強く雇う、いいツンデレ親父。
最終決戦前にクレアがアルバイトを辞めた際には好意でチップをくれる。
予告ナレーション
声 - 遠藤憲一

## スタッフ
- 原作・アニメーション制作 - GONZO
- 監督 - 松尾衡
- シリーズ構成 - 山下友弘
- キャラクター原案 - 藤純
- キャラクターデザイン・総作画監督 - 石井久美
- 美術監督 - 甲斐政俊
- 色彩設計 - 古市裕一
- ビジュアルコーディネーター - 佐々木研太郎
- 撮影監督 - 石黒晴嗣
- 編集 - 三嶋章紀
- 音響監督 - 亀山俊樹
- 音楽 - 千住明
- プロデューサー - 小林正樹、根岸悟、坂本耕作、難波秀行、西口なおみ
- アニメーションプロデューサー - 鷹木純一
- 製作 - トライネットエンタテインメント、GDH
- 制作 - テレビ朝日
- 協力 - excite、H.I.S.、TAYA、まんが喫茶マンボー、COSPA、REVELIZE、robot（ワニマガジン社）

## 主題歌
第22話のみ曲は無い。レーベルは全てポニーキャニオン。

### オープニングテーマ
「Jolly Jolly」（第1話 - 第21話）
歌 - JiLL-Decoy association / 作詞 - chihiRo / 作曲 - Jin Nakamura / 編曲 - Jin Nakamura & JiLL-Decoy association

### エンディングテーマ
「☆Rock the LM.C☆」（第1話 - 第11話）
歌・作詞・作曲・編曲 - LM.C
「OH MY JULIET.」（第12話 - 第21話）
歌・作詞・作曲・編曲 - LM.C
- 公式サイトによれば、沢城みゆきによる英語セリフがエンディングの冒頭に入っている。CDでは同じセリフが間奏に入っている。

## 各話一覧
| 話数 | サブタイトル       | 脚本              | 絵コンテ | 演出            | 作画監督                                |
| ---- | ------------------ | ----------------- | -------- | --------------- | --------------------------------------- |
| 1    | さよなら少女たち   | 山下友弘          | 松尾衡   | 松尾衡          | 蘇武裕子                                |
| 2    | 残酷な夜           | 山下友弘          | 松尾衡   | 松尾衡          | 南伸一郎                                |
| 3    | ほんとうの私       | 山下友弘          | 松尾衡   | 市村徹夫        | 中村深雪                                |
| 4    | 私たちは、どこへ?  | 山下友弘          | 松尾衡   | 江島泰男        | 宮崎曹                                  |
| 5    | それぞれの窓       | 岡田麿里          | 堀之内元 | 信田祐          | 南伸一郎                                |
| 6    | 小さな光           | 山下友弘          | 松尾衡   | 池添隆博        | 永作友克                                |
| 7    | もうひとつの、運命 | 山下友弘          | 松尾衡   | 高橋幸雄        | 小島彰                                  |
| 8    | 行きて愛せ         | 岡田麿里          | 堀之内元 | 菊池一仁        | 宮崎曹                                  |
| 9    | めざめ             | 山下友弘          | 堀之内元 | 友田政晴 松尾衡 | 南伸一郎                                |
| 10   | 戸惑い             | 佐藤裕            | 松尾衡   | 市村徹夫        | 中村深雪                                |
| 11   | それぞれの想い     | 山下友弘          | 松尾衡   | 信田ユウ        | 丹沢学、山形厚史                        |
| 12   | 彼の思惑           | 山下友弘          | 堀之内元 | 吉澤俊一        | 阿部達也                                |
| 13   | 休日               | 岡田麿里          | 松尾衡   | 池添隆博        | 吉川真一、永作友克                      |
| 14   | 戦う理由           | 山下友弘          | 松尾衡   | 奥野浩行        | Seo Kyung Rock                          |
| 15   | 悲しみと、怒りと…  | 山下友弘          | 堀之内元 | 池畠ひろし      | 吉川博明 CHOI BYUNG HEE SEO KYOUNG ROCK |
| 16   | 哀しい嘘           | 山下友弘          | 松尾衡   | 市村徹夫        | 中村深雪                                |
| 17   | 真実               | 岡田麿里          | 松尾衡   | 高柳滋仁        | 河添明                                  |
| 18   | わずかな、望み     | 岡田麿里          | 堀之内元 | 信田ユウ        | 丹沢学、山形厚史                        |
| 19   | 届かぬ想い         | 山下友弘          | 松尾衡   | 吉沢俊一        | Ko Kyong Nam Lee Jung Phil              |
| 20   | 残された部屋       | 山下友弘          | 堀之内元 | 奥野浩行        | SEO KYOUNG-ROCK LEE BOO-HEE             |
| 21   | 最後の朝           | 岡田麿里 山下友弘 | 松尾衡   | あべたつや      | 阿部達也、堀井伸雄                      |
| 22   | 光                 | 岡田麿里 山下友弘 | 松尾衡   | 松尾衡          | 中村深雪、石井久美                      |

## 放送局
| 放送地域   | 放送局     | 放送期間                       | 放送日時           | 放送系列       | 備考                              |
| ---------- | ---------- | ------------------------------ | ------------------ | -------------- | --------------------------------- |
| 関東広域圏 | テレビ朝日 | 2006年10月3日 - 2007年3月13日  | 火曜 26:40 - 27:10 | テレビ朝日系列 |                                   |
| 兵庫県     | サンテレビ | 2006年10月8日 - 2007年3月18日  | 日曜 25:30 - 26:00 | 独立UHF局      | [ 注 41 ]                         |
| 日本全域   | AT-X       | 2006年11月17日 - 2007年4月17日 | 金曜 11:00 - 11:30 | CS放送         | リピート放送あり 視聴年齢制限あり |

- このほか、インターネット動画配信サイト・GyaOにて無料配信された（2006年12月 - 1月に1話から12話まで一挙配信。2007年2月 - 3月に13話から22話まで随時配信）。その後、GyaOなどで再放送されたほか、Yahoo!動画でも配信された。

## その他メディア展開
スピンオフOVAの『デッドガールズ』については、デッドガールズを参照。

### 漫画
RED GARDEN（連載：月刊コミックバーズ）
原作：GONZO
作画：綾村切人
漫画化作品。アニメの放送に先行して開始し、コミックバーズ2006年10月号より2009年3月号まで連載された。全4巻。
- 単行本1巻（バーズコミックス）、ISBN 978-4-344-80921-5（2007年2月24日発売）。
- 単行本2巻（バーズコミックス）、ISBN 978-4-344-81082-2（2007年9月22日発売）。
- 単行本3巻（バーズコミックス）、ISBN 978-4-344-81250-5（2008年3月24日発売）。
- 単行本4巻（バーズコミックス）、ISBN 978-4-344-81557-5（2009年2月24日発売）。

（連載：robot）
作：藤純
タイトルは毎回異なる。キャラクター原案者による、特定のキャラクターをテーマにしたショートコミック。作者ブログによれば全4回。
BACK GARDEN 秘密の舞台裏（連載：月刊コミックバーズ）
原案・ネーム：松尾衡（第2回・第3回）
作画：藤純
情報ページの隅に載る制作舞台裏4コマとして始まったが、フィクションもあり。

### インターネットテレビ・ラジオ
RGTV（アールジーティービー）
アニメイトTVにて2006年9月8日より配信されたインターネットテレビ番組。司会はレイチェル役の新谷良子。「今週のRED GARDEN情報」として本作品に関する情報や、他のキャストをゲストに迎えてのインタビュー等を配信している。全30回。
RG RADIO（アールジーレディオ）
音泉にて2006年12月1日より配信開始されたインターネットラジオ番組。司会はルーラ（声：田中理恵）。毎回ゲストパーソナリティ（こちらは声優が出演する場合も役としてではない）を迎え、ラジオドラマなどを配信している。全17回。

### ドラマCD
RED GARDEN preドラマCD 「Lost words」
商品コード：GDMD-1070 アニメイトとGONZO STYLE、G-mallにて限定発売された（2006年9月27日発売）。
主演声優5人+監督の座談会も収録。
RED GARDEN ドラマCD 「Red Garden 岩 Mix」
商品コード：LACA-5593 （2007年4月18日発売）。
前期EDに至るまでをコメディタッチで描いた『岩！岩！ザ・レッドガーデン』（49分43秒）他2編を収録。

### 小説
レッドガーデン 〜深き闇の行方〜
原作：GONZO
著者：一条シカル
単行本（バーズノベルス）‐# ISBN 978-4-344-80958-1（2007年3月31日発売）。
ノベライズ作品。アニメとは異なる視点から、異なる時間軸に沿って事件が描かれる。

### フィルムブック
RED GARDEN Official Guide Book 〜Stylish Motif〜
単行本（マイクロマガジン社刊）‐# ISBN 978-4-89637-242-7
設定資料・キャラクター原画に加えて、スタッフインタビュー、キャストによる座談会を収録。